# Mount Koger
Mount Koger ist mit 2563 m der höchste Berg der Lashly Mountains im ostantarktischen Viktorialand. Der größtenteils eisfreie Berg bildet nahe dem Polarplateau das nördliche Ende dieses Gebirges.
Das Advisory Committee on Antarctic Names benannte ihn 2007 nach Ronald G. Koger, Projektleiter des Unternehmens Antarctic Support Associates von 1992 bis 1998.